# 宏基國際賓館

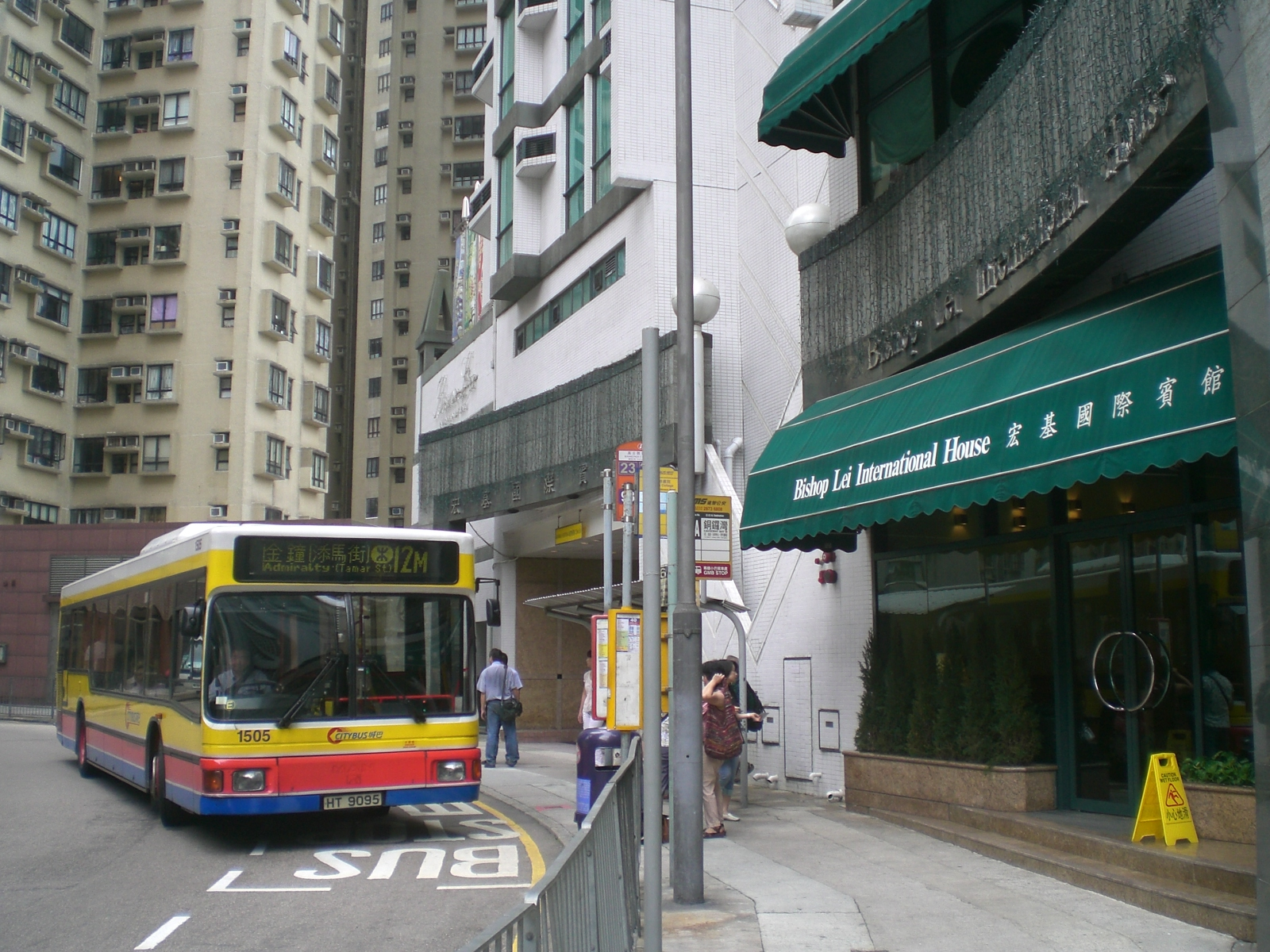
宏基國際賓館巴士站

宏基國際賓館（英語：Bishop Lei International House），位於香港香港島中環羅便臣道4號，鄰近蘭桂坊，酒店於1996年開幕，樓高23層，設有227間舒適無煙客房，由天主教香港教區擁有及管理。
大部份客房景觀向北，鳥瞰堅道及香港聖母無原罪主教座堂，遠觀維多利亞港及九龍半島，環境幽美。

## 酒店設施
- 健身室
- 室外游泳池
- 水力按摩池
- 商務中心
- 多功能廳
- 展覧廳
- 托兒服務
- 醫務室
- 餐廳
- 酒吧
- 咖啡廳

## 餐廳
- 朗悅軒(西餐) 餐廳資料（页面存档备份，存于）

## 參看
- 香港酒店列表
- 香港天主教管轄區

## 外部連結
- 宏基國際賓館（页面存档备份，存于）
- Emporis 網資料 Archive.today的存檔，存档日期2013-04-25